# Le Vilain
Pour les articles homonymes, voir Vilain.
Ne doit pas être confondu avec Vilaine (film).
Pour plus de détails, voir Fiche technique et Distribution.
Le Vilain est un film français réalisé par Albert Dupontel en 2008, sorti en 2009.

## Synopsis
Un gangster, Sidney Thomas, dit « Le Vilain », est pourchassé après un mauvais coup. Il a alors l'idée d'aller se cacher chez sa mère, dont il ne s'est jamais préoccupé durant plus de vingt ans. 
Cependant, blessé au bras par une balle, il s'évanouit dans sa chambre alors qu'il allait ranger son argent volé dans une cache secrète. Sa mère découvre alors sa nature de « voyou » depuis l'école, par des bulletins de classes falsifiés dans la cache, et promet devant Dieu de corriger ses erreurs. 
C'est alors que commence un duel loufoque entre les deux protagonistes, le Vilain voulant tuer sa mère, et elle voulant le forcer à la rédemption. En raison de la présence d'un promoteur immobilier plus ou moins véreux qui veut spolier la vieille dame et ses voisins, les deux protagonistes finiront par s'entendre et se retrouver avant de se séparer de nouveau,.

## Fiche technique

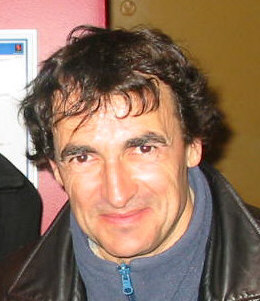
Albert Dupontel, réalisateur et scénariste du film.

- Réalisation, scénario et dialogues : Albert Dupontel
- Directeur de photographie : Pierre-Yves Bastards
- Montage : Christophe Pinel
- Musique : Christophe Julien, Damien Lazzerini
- Décors : Cécile Deleu
- Costumes : Mayssam Bouazza , Oriol Rogues
- Production : Catherine Bozorgan
- Sociétés de production : Studiocanal, ABCD Production, France 2 Cinéma
- Distribution : Studiocanal
- Budget : 5,14 millions €
- Pays :  France
- Langue : français
- Format : couleur - 2.35 : 1 - 35mm - Son : Dolby Digital
- Genre : comédie
- Durée : 86 minutes
- Date de sortie :  France : 25 novembre 2009

## Distribution

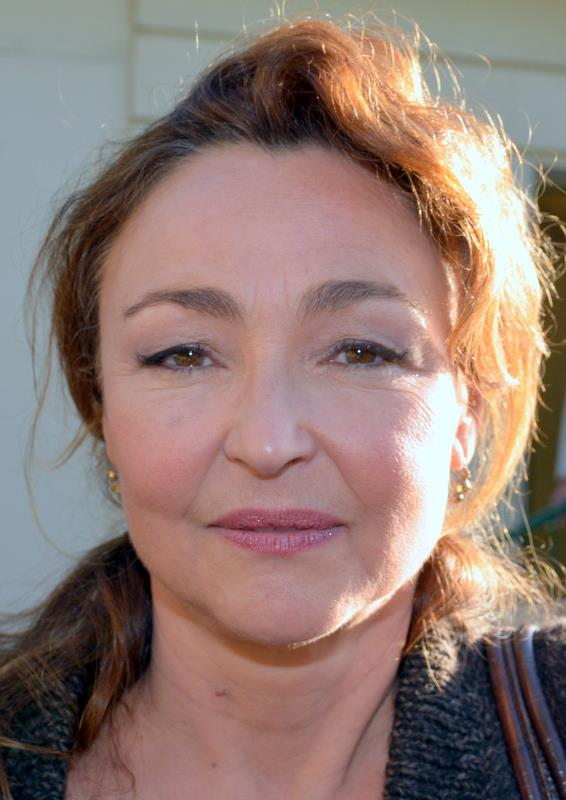
Catherine Frot, actrice principale du film.

- Albert Dupontel : Sidney Thomas, le Vilain
- Catherine Frot : Maniette Thomas, la mère de Sidney
- Bouli Lanners : Korazy
- Nicolas Marié : Le Docteur Jean William
- Bernard Farcy : inspecteur Elliot
- Christine Murillo : Carmen Somoza, la professeur d'espagnol
- Philippe Duquesne : le peintre roux
- Philippe Uchan : M. Cozic, le banquier
- Xavier Robic : le secrétaire de Korazy
- Husky Kihal : le collègue peintre
- Jacqueline Herve : Huguette
- Khalid Maadour : Le livreur de fleurs
- André Chaumeau : Hippolyte
- Brigitte Aubry : Mme Cozic

### Lieux de tournage
Les scènes extérieures du film ont principalement été tournées dans une cité-jardin de Stains, petite ville de Seine-Saint-Denis, situé au nord de Paris. Il s'agit surtout d'un petit quartier du secteur ouvrier de la ville datant des années 1930 et présentant de petits immeubles et des modestes pavillons. C'est dans l'un d'entre eux situé dans le secteur de l'avenue Paul-Vaillant-Couturier, appartenant à une septuagénaire qu'ont été tournées les scènes extérieures de la maison du personnage joué par Catherine Frot. Les scènes intérieures ont, quant à elles, été reconstituées dans un studio à Arpajon, dans l’Essonne.
Les premières prises de vues ont été effectuées en septembre 2008 sur la cheminée de la chaufferie de ce quartier. Plusieurs scènes d'action, dont une fusillade très spectaculaire, ont été tournées durant la même semaine. Les figurants sont tous des habitants de ce même secteur de Stains. Un grand apéritif de fin de tournage et une projection du film en avant-première ont été programmés dans le quartier,.

### Personnages

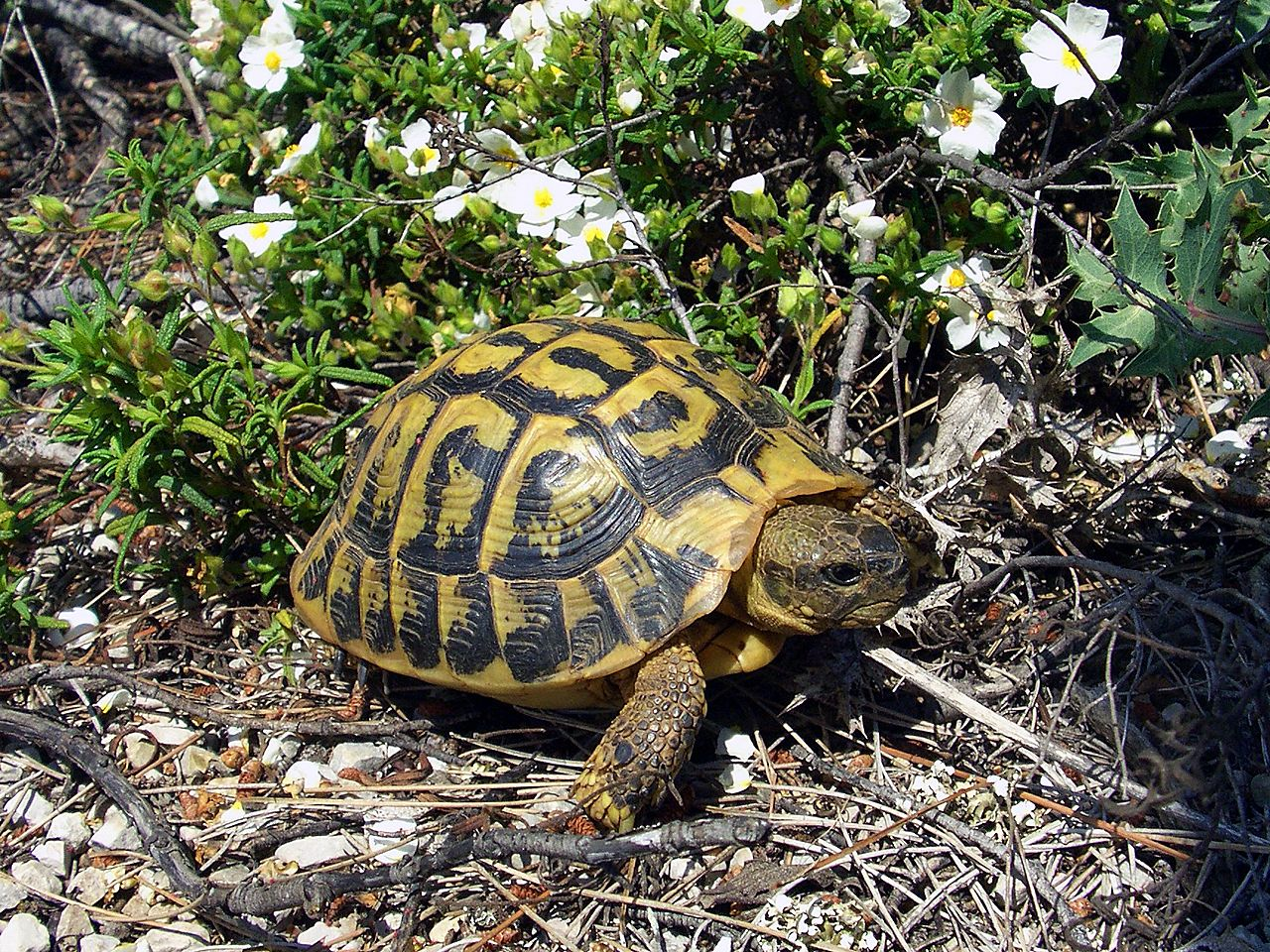
Pénélope, l'un des principaux personnages du film, est une tortue d'Hermann.

- Catherine Frot a été vieillie délibérément afin qu'elle puisse passer de façon crédible pour la mère du personnage joué par Albert Dupontel, de seulement 8 ans son cadet.

- La tortue Pénélope a bénéficié d'effets spéciaux (maquettes et effets 3D) afin de répondre aux différentes exigences du scénario (cascades, défenestration)[5].

## Accueil et critiques

### Box office
Le film a enregistré 921 581 entrées entre le 25 novembre 2009 et le 3 février 2010, dont 208 533 entrées à Paris.

### Critiques
Selon le journaliste et critique de cinéma Thomas Sotinel (sur le site du journal Le Monde), ce film se présente comme « un duel burlesque proche du cartoon » et présente Albert Dupontel (lequel a su trouver la « note juste ») comme une « espèce de Mel Gibson du burlesque », lequel aime « se montrer en grande douleur, passant vite du stade méchant à l'état de benêt victime de sa maladresse ». Il présente également Catherine Frot comme une « exquise vieille dame ».
Marie-Noêlle Tranchant dans le figaroscope reconnait en Catherine Frot comme un « atout maître » pour cette nouvelle comédie de Dupontel et trouve ce film très burlesque « qu'on peut trouver parfois lourd, mais qui fait un style ».